# Войнов, Сергей Сергеевич
Сергей Сергеевич Войнов (узб. Sergey Sergeevich Voynov; 26 февраля 1977 года, Узбекская ССР) — легкоатлет Узбекистана, специализирующийся в метании копья, мастер спорта Республики Узбекистан международного класса. Чемпион мира среди юниоров, чемпион и призёр Азиатских игр, призёр Чемпионатов Азии, участник Летних Олимпийских игр 1996, 2000, 2004 годов. Награждён нагрудным знаком «Узбекистон белгиси», Заслуженный спортсмен Узбекистана.

## Карьера
С 1994 года принимает участие на международных соревнованиях. На Чемпионате Азии по лёгкой атлетике среди юниоров в Джакарте (Индонезия) занял третье место, а на Чемпионате мира по лёгкой атлетике среди юниоров в Лиссабоне (Португалия) занял 4 место, метнув копьё на 72.74 метра.
В 1995 году на Чемпионате Азии по лёгкой атлетике в Джакарте (Индонезия) завоевал бронзовую медаль с результатом 73.46 м. В 1996 году на Чемпионате мира по лёгкой атлетике среди юниоров в Сиднее (Австралия) завоевал золотую медаль с результатом 79.78 метров, установив рекорд чемпионата. На Летних Олимпийских играх в Атланте (США) метнул копьё на 76.30 м, показав не лучший результат и занял 24 место в квалификации. В этом же году выиграл Чемпионат Узбекистана в Ташкенте.
В 1998 году на Летних Азиатских играх в Бангкоке (Таиланд) метнул копьё на 79.70 метров и завоевал золотую медаль. На Чемпионате Азии по лёгкой атлетике занял лишь четвёртое место. В 1999 году на Центрально-Азиатских играх в Бишкеке (Кыргызстан) завоевал золотую медаль, метнув копьё на 83.12 метра. В этом же году указом президента Узбекистана награждён нагрудным знаком «Узбекистон белгиси» («Знак Узбекистана»).
В 2000 году на Летних Олимпийских играх в Сиднее (Австралия) в квалификации занял лишь 25-е место и не прошёл в финальную часть турнира. В этом же году на международных соревнованиях в Казахстане, Франции, Италии и Португалии занял первые места.
В 2002 году на Чемпионате Азии по лёгкой атлетике в Коломбо (Шри-Ланка) завоевал серебряную медаль. На Летних Азиатских играх в Пусане (Республика Корея) завоевал бронзовую медаль с результатом 78.74 м. В 2003 году на Чемпионате Азии в Маниле (Филиппины) завоевал бронзовую медаль.
В 2004 году выиграл Чемпионат Узбекистана, международные турниры в России и Кореи. На Летних Олимпийских играх в Афинах (Греция) снова выступил неудачно и не смог пройти квалификацию. В 2006 году на Летних Азиатских играх остался без медали, заняв лишь девятое место.
В 2009 году завершил спортивную карьеру.